# 池田練太郎
池田 練太郎（いけだ れんたろう、1949年 - ）は、日本の仏教学者。駒澤大学名誉教授。同大学学長を務めた。専門はインド仏教思想史。

## 来歴
東京都生まれ。駒澤大学仏教学部仏教学科卒業。東京大学大学院修士課程修了（印度哲学専攻）。同博士課程満期退学。
城西大学、駒沢女子短期大学、武蔵野女子大学非常勤講師を経て、駒澤大学仏教学部教授。仏教学科主任、仏教学部長を歴任。2003年4月から2004年3月まで英オックスフォード大学に留学。
2006年から2009年3月まで、駒澤大学学長
。2020年名誉教授。

## 受賞歴
- 1988年 日本印度学仏教学会賞[5]

## 著書
- 『インド仏教人名辞典』（共著）法蔵館
- 『梵蔵漢法華経原典総索引』（共著）佛乃世界社
- 『仏教教団の展開』（共著） 2010年

### 論文
- CiNii>池田練太郎
- INBUDS>池田練太郎